# 君波飛鳥
君波 飛鳥（きみなみ あすか、1990年12月12日 - ）は、よしもとクリエイティブ・エージェンシー福岡事務所に所属していたお笑い芸人。本名同じ。
現在は芸人活動を辞めており、消息不明。

## 概要
福岡県糟屋郡出身のO型。身長175cm、体重65kg。
かつては「爆笑特急」、「らが・ぱれーど」（相方は中野泰秀）というコンビを組んでいたが、いずれも短命に終わりピン芸人となる。アニメキャラクターのような名前（本名）をネタにすることがある。
また、M-1グランプリに出場する際、小川恵夢と「コブラへび」というコンビを組んだこともある。